# Joan Carles Grau Reinés
Joan Carles Grau Reinés (Inca, Mallorca, 31 de gener de 1959) és un polític mallorquí, diputat al Congrés dels Diputats en la IX i X legislatura pel Partit Popular.

## Biografia
Estudis de dret a la Universitat de les Illes Balears. Ha treballat com a funcionari i ha estat Cap de Negociat Administratiu del Consell Insular de Menorca, Coordinador Urbanisme del Consell Insular de Menorca, Regidor de l'Ajuntament de Ciutadella pel Partit Popular i delegat de l'Institut d'Innovació Empresarial a Menorca.
Fou elegit diputat a les eleccions generals espanyoles de 2008. De 2008 a 2011 fou secretari Segon de la Comissió d'Interior del Congrés dels Diputats. Fou reelegit diputat a les eleccions generals espanyoles de 2011. Ha estat vocal de la Comissió d'Afers exteriors, de la Comissió d'Interior, de la Comissió de Defensa, portaveu de la Comissió de Cooperació Internacional per al Desenvolupament i vocal de la Comissió sobre Seguretat Viària i Mobilitat Sostenible. Des de 2014 és membre del Comitè Executiu del Fòrum Parlamentari Europeu en Població i Desenvolupament.
En febrer de 2013 protagonitzà una polèmica en manifestar públicament a través d'una xarxa social que les plataformes d'afectats per les hipoteques manipulen i s'aprofiten del dolor dels afectats pels desnonaments, raó per la qual Esquerra de Menorca-Esquerra Unida va demanar la seva renúncia com a diputat.
El 4 d'abril de 2024 va ser condemnat per distribuir pornografia infantil.